# Japans Grand Prix 2023
Japans Grand Prix 2023, officiellt Formula 1 Honda Japanese Grand Prix 2023, var ett Formel 1-lopp som kördes den 24 september 2023 på Suzuka Circuit i Suzuka i Japan. Loppet var det sjuttonde loppet ingående i Formel 1-säsongen 2023 och kördes över 53 varv.

## Bakgrund

### Ställning i mästerskapet före loppet
| Pos.  | Förare            | Poäng |
| ----- | ----------------- | ----- |
| 1 ▬   | Max Verstappen    | 374   |
| 2 ▬   | Sergio Pérez      | 223   |
| 3 ▲ 1 | Lewis Hamilton    | 180   |
| 4 ▼ 1 | Fernando Alonso   | 170   |
| 5 ▬   | Carlos Sainz, Jr. | 142   |

| Pos. | Konstruktör           | Poäng |
| ---- | --------------------- | ----- |
| 1 ▬  | Red Bull              | 597   |
| 2 ▬  | Mercedes              | 289   |
| 3 ▬  | Ferrari               | 265   |
| 4 ▬  | Aston Martin-Mercedes | 217   |
| 5 ▬  | McLaren-Mercedes      | 139   |

- Notering: Endast de fem bästa placeringarna i vardera mästerskap finns med på listorna.

## Kvalet
Kvalet ägde rum 15:00 lokal tid (UTC+09:00) den 23 september 2023.
| Pos.                    | Nr. | Förare           | Konstruktör                  | Kvaltider | Kvaltider | Kvaltider | Start- grid |
| Pos.                    | Nr. | Förare           | Konstruktör                  | Q1        | Q2        | Q3        | Start- grid |
| ----------------------- | --- | ---------------- | ---------------------------- | --------- | --------- | --------- | ----------- |
| 1                       | 1   | Max Verstappen   | Red Bull Racing-Honda RBPT   | 1:29.878  | 1:29.964  | 1:28.877  | 1           |
| 2                       | 81  | Oscar Piastri    | McLaren-Mercedes             | 1:30.439  | 1:30.122  | 1:29.458  | 2           |
| 3                       | 4   | Lando Norris     | McLaren-Mercedes             | 1:30.063  | 1:30.296  | 1:29.493  | 3           |
| 4                       | 16  | Charles Leclerc  | Ferrari                      | 1:30.393  | 1:29.940  | 1:29.542  | 4           |
| 5                       | 11  | Sergio Pérez     | Red Bull Racing-Honda RBPT   | 1:30.652  | 1:29.965  | 1:29.650  | 5           |
| 6                       | 55  | Carlos Sainz Jr. | Ferrari                      | 1:30.651  | 1:30.067  | 1:29.850  | 6           |
| 7                       | 44  | Lewis Hamilton   | Mercedes                     | 1:30.811  | 1:30.040  | 1:29.908  | 7           |
| 8                       | 63  | George Russell   | Mercedes                     | 1:30.811  | 1:30.268  | 1:30.219  | 8           |
| 9                       | 22  | Yuki Tsunoda     | AlphaTauri-Honda RBPT        | 1:30.733  | 1:30.204  | 1:30.303  | 9           |
| 10                      | 14  | Fernando Alonso  | Aston Martin Aramco-Mercedes | 1:30.971  | 1:30.465  | 1:30.560  | 10          |
| 11                      | 40  | Liam Lawson      | AlphaTauri-Honda RBPT        | 1:30.425  | 1:30.508  | N/A       | 11          |
| 12                      | 10  | Pierre Gasly     | Alpine-Renault               | 1:30.843  | 1:30.509  | N/A       | 12          |
| 13                      | 23  | Alexander Albon  | Williams-Mercedes            | 1:30.941  | 1:30.537  | N/A       | 13          |
| 14                      | 31  | Esteban Ocon     | Alpine-Renault               | 1:30.960  | 1:30.586  | N/A       | 14          |
| 15                      | 20  | Kevin Magnussen  | Haas-Ferrari                 | 1:30.976  | 1:30.665  | N/A       | 15          |
| 16                      | 77  | Valtteri Bottas  | Alfa Romeo-Ferrari           | 1:31.049  | N/A       | N/A       | 16          |
| 17                      | 18  | Lance Stroll     | Aston Martin Aramco-Mercedes | 1:31.181  | N/A       | N/A       | 17          |
| 18                      | 27  | Nico Hülkenberg  | Haas-Ferrari                 | 1:31.299  | N/A       | N/A       | 18          |
| 19                      | 24  | Zhou Guanyu      | Alfa Romeo-Ferrari           | 1:31.398  | N/A       | N/A       | 19          |
| 107 %-gränsen: 1:36.169 |     |                  |                              |           |           |           |             |
| —                       | 2   | Logan Sargeant   | Williams-Mercedes            | Ingen tid | N/A       | N/A       | PL1         |
| Källor:                 |     |                  |                              |           |           |           |             |

Noter
- ^1  – Logan Sargeant lyckades inte att sätta någon tid under kvalet. Han fick tillåtelse av tävlingsledningen att starta loppet och startade från depån och tio sekunders bestraffning efter att flera komponenter på hans bil ändrats under parc fermé.[6][7]

## Loppet
Loppet ägde rum 14:00 (UTC+09:00) den 24 september 2023.
| Pos.                                                                             | Nr. | Förare           | Konstruktör                  | Varv | Tid/Bröt        | Grid | Poäng |
| -------------------------------------------------------------------------------- | --- | ---------------- | ---------------------------- | ---- | --------------- | ---- | ----- |
| 1                                                                                | 1   | Max Verstappen   | Red Bull Racing-Honda RBPT   | 53   | 1:30:58.421     | 1    | 261   |
| 2                                                                                | 4   | Lando Norris     | McLaren-Mercedes             | 53   | +19.387         | 3    | 18    |
| 3                                                                                | 81  | Oscar Piastri    | McLaren-Mercedes             | 53   | +36.494         | 2    | 15    |
| 4                                                                                | 16  | Charles Leclerc  | Ferrari                      | 53   | +43.998         | 4    | 12    |
| 5                                                                                | 44  | Lewis Hamilton   | Mercedes                     | 53   | +49.376         | 7    | 10    |
| 6                                                                                | 55  | Carlos Sainz Jr. | Ferrari                      | 53   | +50.221         | 6    | 8     |
| 7                                                                                | 63  | George Russell   | Mercedes                     | 53   | +57.659         | 8    | 6     |
| 8                                                                                | 14  | Fernando Alonso  | Aston Martin Aramco-Mercedes | 53   | +1:14.725       | 10   | 4     |
| 9                                                                                | 31  | Esteban Ocon     | Alpine-Renault               | 53   | +1:19.678       | 14   | 2     |
| 10                                                                               | 10  | Pierre Gasly     | Alpine-Renault               | 53   | +1:23.155       | 12   | 1     |
| 11                                                                               | 40  | Liam Lawson      | AlphaTauri-Honda RBPT        | 52   | +1 varv         | 11   |       |
| 12                                                                               | 22  | Yuki Tsunoda     | AlphaTauri-Honda RBPT        | 52   | +1 varv         | 9    |       |
| 13                                                                               | 24  | Zhou Guanyu      | Alfa Romeo-Ferrari           | 52   | +1 varv         | 19   |       |
| 14                                                                               | 27  | Nico Hülkenberg  | Haas-Ferrari                 | 52   | +1 varv         | 18   |       |
| 15                                                                               | 20  | Kevin Magnussen  | Haas-Ferrari                 | 52   | +1 varv         | 15   |       |
| DNF                                                                              | 23  | Alexander Albon  | Williams-Mercedes            | 26   | Golv            | 13   |       |
| DNF                                                                              | 2   | Logan Sargeant   | Williams-Mercedes            | 22   | Golv            | PL   |       |
| DNF                                                                              | 18  | Lance Stroll     | Aston Martin Aramco-Mercedes | 20   | Bakvinge        | 17   |       |
| DNF                                                                              | 11  | Sergio Pérez     | Red Bull Racing-Honda RBPT   | 15   | Kollisionsskada | 5    |       |
| DNF                                                                              | 77  | Valtteri Bottas  | Alfa Romeo-Ferrari           | 7    | Golv            | 16   |       |
| Snabbaste varv: Max Verstappen (Red Bull Racing-Honda RBPT) – 1:34.183 (varv 39) |     |                  |                              |      |                 |      |       |
| Källor:                                                                          |     |                  |                              |      |                 |      |       |

Noter
- ^1  – Inkluderar en poäng för snabbaste varv.[9]

## Ställning i mästerskapet efter loppet
| Pos. | Förare           | Poäng |
| ---- | ---------------- | ----- |
| 1 ▬  | Max Verstappen   | 400   |
| 2 ▬  | Sergio Pérez     | 223   |
| 3 ▬  | Lewis Hamilton   | 190   |
| 4 ▬  | Fernando Alonso  | 174   |
| 5 ▬  | Carlos Sainz Jr. | 150   |

| Pos. | Konstruktör           | Poäng |
| ---- | --------------------- | ----- |
| 1 ▬  | Red Bull              | 623   |
| 2 ▬  | Mercedes              | 305   |
| 3 ▬  | Ferrari               | 285   |
| 4 ▬  | Aston Martin-Mercedes | 221   |
| 5 ▬  | McLaren-Mercedes      | 172   |

- Notering: Endast de fem bästa placeringarna i vardera mästerskap finns med på listorna.